# Prolog (hudba)
Prolog opery je její relativně samostatná úvodní část, na rozdíl od pouhé instrumentální předehry zpívaná nebo mluvená. Její vztah k samotné opeře může být relativně volný i těsný, zpravidla se však od něj odlišuje alespoň časem nebo místem děje nebo přítomností jiných postav. Prolog byl typickou součástí rané barokní opery italské a zejména barokní a klasicistní opery francouzské, kdy měl většinou alegorický, holdovací ráz. V romantické a moderní opeře se prolog může vyskytovat z dramaturgických příčin. Spolu s prologem může rámec vlastního příběhu v opeře vymezovat i epilog mající podobnou funkci.

## Prolog v barokní opeře
Prolog se vyskytuje již v nejstarších operách a je funkčně i formálně obdobou prologu v soudobé poezii a dramatu, zejména v dramatických pastorále (např. Tassova Aminta, 1573, nebo Guariniho Il pastor fido, 1585), které byly bezprostředními předchůdci opery. Sestával většinou z úvodního strofického recitativu, který přednášela alegorická postava a který uváděl diváky do děje a představoval jim dosud nezvyklou hudebně dramatickou formu. Tak operu Jacopa Periho Eurydika (Euridice) z roku 1600 otevírá recitativ alegorické postavy Tragédie, přerušovaný sbory pastýřů; teprve poté následuje vlastní děj. Podobně v opeře Orfeus (L'Orfeo) Claudia Monteverdiho z roku 1607 tvoří prolog recitativ alegorické postavy Hudby, která opěvuje kouzelnou moc hudby a představuje postavu hlavního hrdiny opery. Současně již v této době sloužil k oslavě objednatele opery: zmíněná Tragédie v Periho Eurydice se obrací na Marii Medicejskou s blahopřáním k jejímu sňatku s Jindřichem IV.
U italské opery oslavná funkce zanikla s tím, jak se opera koncem první třetiny 17. století přesunula ze šlechtických paláců do veřejných, komerčně provozovaných divadel. Alegorický prolog, pokud je přítomen, má již dialogickou povahu a slouží k uvedení do děje. Např. v Cavalliho opeře Iásón (Il Giasone, 1649) v něm vystupují Slunce a Amor a popisují hrdiny opery a výchozí situaci, v níž se děj při jejím začátku nachází; přitom symbolizují rozbřesk dne. V prologu k opeře Aigisthos (Egisto, 1643) téhož skladatele stejnou úlohu hrají Noc a Aurora. Ve druhé polovině 17. století již prolog v italské opeře definitivně odpadá. Ojediněle se objevuje též v opeře anglické (John Blow: Venuše a Adonis, 1683).
Jiná je situace v barokní opeře francouzské, vznikající u dvora Ludvíka XIV. v poslední třetině 17. století. Stejně jako u děl ostatních dramatických žánrů dvorského divadla (balet, tragédie, pastorále, komedie) byl pevnou součástí oper zde hraných prolog oslavující krále (byť ani Ludvík XIV., ani Francie nebývají přímo jmenováni). Již první opera zkomponovaná pro dvůr francouzského krále, Cavalliho Zamilovaný Herkules (Ercole amante, 1662), má typický alegorický prolog, v němž je král srovnáván s hrdinským protagonistou opery a je oslavován jeho sňatek s Marií Terezou Rakouskou. Oslavný prolog mají i první domorodá opera Pomoneod  Roberta Camberta (1671) a všechny tragédie en musique od J.-B. Lullyho i jeho následovníků. Forma prologu, který obsahuje recitativy, árie i baletní vstupy, se zásadně neliší od ostatních částí opery; J.-J. Rousseau charakteristicky definuje ve svém Dictionnaire de musique takový prolog jako „jakási malá opera, která předchází velké“. Prolog je z obou stran ohraničen předehrou a vystupují v něm alegorické postavy nebo božstva opěvující krále, jeho ctnosti nebo vojenské či politické úspěchy. Rousseau poznamenává: „Protože námět prologu je obvykle vznešený, zázračný, výřečný, honosný a plný chvály, musí být jeho hudba oslnivá, harmonická a spíše velkolepá než něžná a vzrušená.“ Dramaturgické propojení prologu se samotnou operou v této době je zpravidla velmi volné, postavy prologu obvykle jen oznámí téma nebo hrdinu následujícího představení. Jen výjimečně je návaznost užší, např. v prologu Psyché sestoupí mezi postavy prologu bohyně Venuše, jedna z významných postav opery samotné, vysvětluje svůj spor s titulní hrdinkou, a tím ozřejmuje zápletku. I přes velmi volné propojení má však prolog ve francouzské barokní opeře vždy textovou i hudební návaznost na konkrétní operu. I v případě, že se francouzská opera hrála mimo Francii, byl prolog zpravidla ponechán, i když jeho text byl případně změněn.
Tradiční oslavný prolog začínal být v době osvícenství anachronismem. První tragédie lyrique, která na něj plně rezignovala, je však až Rameauův Zoroastre (1749), a prology zůstal typickým znakem francouzské tragické opery až do konce ancien régime v době, kdy byly již v italské opeře dávno zapomenuty, přičemž slovy J.-J. Rousseaua „je člověk trpí jen proto, že se neodvažuje reptat proti nezáživnostem, jichž jsou plny“.

## Prolog v romantické a moderní opeře
Od doby romantismu (1. polovina 19. století) se v opeře stejně jako v činohře začíná prolog znovu objevovat (a případně též epilog). Jeho funkce je však jiná než v barokní době. Divadlo této doby již nevyžadovalo klasickou jednotu času, místa a děje, a proto operní libretisté mohli vlastnímu opernímu příběhu předeslat prolog, který se odehrával se značným časovým nebo místním odstupem od hlavního děje.
Prolog, který představuje prehistorii vlastního děje opery a představuje základní postavy a výchozí situaci, mají například opery Giuseppe Verdiho Jana z Arku (1845), Alzira (1846), Attila (1846) a Simon Boccanegra (1857), opera Arriga Boita Mefistofeles (1868, s epilogem), opera Antona Rubinsteina Démon (1871, s epilogem), opera Amilcara Ponchielliho Litevci (1874), opery N. A. Rimského-Korsakova Sněguročka (1882) a Pohádka o caru Saltanovi (1900), opera Alexandra Borodina Kníže Igor (opera) (1890)
Takový prolog někdy dostal až samostatnou existenci. Jednoaktová opera Rimského-Korsakova Bojarka Věra Šelogová (1898) vznikla dodatečně jako prolog k jeho opeře Pskoviťanka (1873), vracející se k vysvětlení pozadí příběhu do doby generace rodičů hrdinky Pskoviťanky. Podobný vztah k hlavnímu ději má relativně samostatný prolog v opeře Zdeňka Fibicha Pád Arkuna: obě části mají i vlastní jména (Helga a Dargun). Prolog dvojího stupně nalézáme v operní tetralogii Richarda Wagnera Prsten Nibelungův (1876): nejen že sestává ze tří oper a „předvečera“, jímž je Zlato Rýna, ale poslední opera cyklu, Soumrak bohů, má ještě vedle tří dějství vlastní prolog, v němž trojice norn rekapituluje dosavadní děj.
Jinou dramaturgickou funkci přidělil prologu (a epilogu) Jacques Offenbach: tři samostatné příběhy, které tvoří základ opery Hoffmannovy povídky (1881), jsou lemovány rámcovým příběhem titulního hrdiny – vypravěče. Podobným způsobem – rámcový příběh, v němž vlastní děj opery je jakoby vyprávěn – se nalezne často v opeře 20. století, např. v opeře Rimského-Korsakova Zlatý kohoutek (1909), v opeře Maxe von Schillingse Mona Lisa (1915) nebo v opeře Kirilla Molčanova … a jitra jsou zde tichá (1973).
Zejména od počátku 20. století bývá prolog rovněž využíván ke zcizujícímu efektu; častým příkladem je takové řešení, kdy je samotná opera hrána jako „divadlo na divadle“ a prolog má antiiluzivní funkci. Jedním z prvních a současně nejznámějším příkladů je opera Ruggero Leoncavallo: Komedianti (1892): v prologu jedna z postav před oponou výslovně formuluje skladatelovy umělecké principy, v podstatě přednáší manifest verismu. Esteticko-mravní problémy řeší i původní melodramatický prolog opery Eugena Suchoně Krútňava, v němž postavy Básníka a jeho Dvojníka diskutují o očistné síle umění (1949). Ironický odstup od děje navozuje například prolog Ariadny na Naxu (1916) Richarda Strausse, v němž je skladatel chystající premiéru své vážné opery konfrontován s nutností vložit do ní scény commedie dell'arte, nebo prolog opery Sergeje Prokofjeva Láska ke třem pomerančům (1921), v němž se utkávají čtyři skupiny diváků dohadující se, jaký kus jim má divadelní společnost hrát. 
Prolog opery často tvoří pouze úvodní, do děje přímo nezačleněný monolog. Tak divadelní ředitel uvádí diváky do příběhu surrealistické opery Francise Poulenca Prsy Tiresiovy (1917). Vážněji představuje místo a postavy vypravěč na počátku opery Igora Stravinského Oedipus rex (1927). Pouliční zpěvák morytátů představuje písní Mackie Messer hlavního hrdinu v Brechtově a Weillově Žebrácké opeře (1928). V opeře Albana Berga Lulu (1937) předvádí krotitel jednotlivé postavy opery jako cirkusové šelmy. Anonymní tlampač uvádí do děje opery Viktora Ullmanna Císař z Atlantidy (1943). Nářek vězňovy matky navozuje atmosféru opery Luigiho Dallapiccoly Vězeň (1949). V opeře Benjamina Brittena Billy Budd (1951) je prolog monologem jednoho z hrdinů, který po mnoha letech vypráví příběh opery; jiná Brittenova opera Utahování šroubu (1954) začíná vyprávěním neznámého vypravěče, který prý příběh nalezl ve starém rukopise.